# Vírus da raiva
O vírus da raiva é do gênero Lyssavirus e que é o causador da raiva, uma das doenças historicamente mais temidas da humanidade. Pode infectar todos os animais de sangue quente, dentre estes preferindo os mamíferos e, nestes, dos quirópteros e carnívoros.

## Histórico da vida de animais
O agente etiológico da raiva foi inicialmente identificado por Adelchi Negri , em 1903 que, por visualizar os corpúsculos virais presentes nas amostras, tomou-os por parasitas protozoários. Alguns meses mais tarde é que Paul Remlinger (1871–1964), do Instituto Bacteriológico Imperial de Constantinopla, demonstrou a filtrabilidade do agente, identificando-o como um vírus.
Inicialmente era apontada apenas uma espécie virótica do lissavírus como agente da raiva. Mais tarde, com o uso de métodos sorológicos, detectou-se a existência de quatro sorotipos diferentes. Modernamente, com a análise da genética molecular, sete tipos distintos foram detectados.

## Variedades
Os sete tipos reconhecidos do vírus da raiva são:
| Genotipo | Amostra - nome (em inglês)         | Amostra - sigla |
| -------- | ---------------------------------- | --------------- |
| 1        | Rabies virus (arquétipo, clássico) | RABV            |
| 2        | Lagos Bat Lyssavirus               | LBV             |
| 3        | Mokola                             | MOKV            |
| 4        | Duvenhage                          | DUVV            |
| 5        | European Bat Lyssavirus (tipo 1)   | EBLV-1          |
| 6        | European Bat Lyssavirus (tipo 2)   | EBLV-2          |
| 7        | Australian Bat Lyssavirus          | ABLV            |

Quatro novos tipos foram detectados em quirópteros na Europa e Ásia e ainda estão sendo apreciados. São eles:
1. Khujand, no norte do Tadjiquistão, 2001;
2. Irkut, do leste da Sibéria, em 2002;
3. West Caucasian Bat - WCBV, no Cáucaso próximo à Turquia, também em 2002; e
4. Aravan, do sudeste do Quirguistão, 2003.

## Descrição

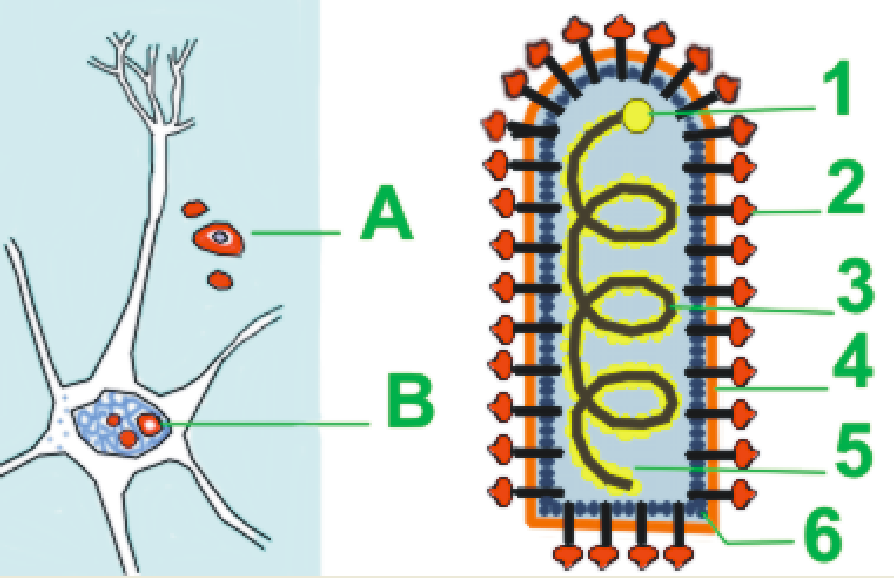
Representação esquemática do vírus da raiva:
A - Corpúsculos de Negri livres;
B - Corpúsculos de Negri em célula nervosa
O vírus:
1 - RNA polimerase (proteínas L e P)
2 - Glicoproteína
3 - Cadeia do RNA
4 - camada de lipídio
5 - Nucleocapsídeo proteico
6 - Matriz proteica.

O virião tem em geral a forma de um projétil (arredondada numa extremidade e reta na outra), podendo também ter formato de bacilo (as duas pontas arredondadas), medindo cerca de 170 nm de comprimento por 70 nm de largura.
O revestimento lipídico (4, na imagem) é cercado por uma camada de espículos de glicoproteína, com cerca de 5 a 10 nm de comprimento (2, na imagem). O nucleocapsídeo tem formato helicoidal simétrico (3) e é envolvido por uma camada lipídica (5).